# Falls Church
Falls Church, aussi connue sous le nom de Falls Church City, est une ville indépendante de Virginie, aux États-Unis dans la région métropolitaine de Washington. La population de la ville, en augmentation rapide, était de 12 332 habitants en 2010.
Tirant son nom de The Falls Church (en), une paroisse anglicane du XVIIIe siècle, Falls Church a obtenu le statut de municipalité dans le comté de Fairfax en 1875. En 1948, elle obtient le statut de ville indépendante avec un gouvernement local, autonome par rapport au comté.

## Démographie
| Groupe            | Falls Church | Virginie | États-Unis |
| ----------------- | ------------ | -------- | ---------- |
| Blancs            | 79,9         | 68,6     | 72,4       |
| Asiatiques        | 9,4          | 5,5      | 4,8        |
| Afro-Américains   | 4,3          | 19,4     | 12,6       |
| Métis             | 4,0          | 2,9      | 2,9        |
| Autres            | 2,1          | 3,1      | 6,4        |
| Amérindiens       | 0,3          | 0,4      | 0,9        |
| Total             | 100          | 100      | 100        |
|                   |              |          |            |
| Latino-Américains | 9,0          | 7,9      | 16,7       |

Selon l'American Community Survey, pour la période 2011-2015, 75,49 % de la population âgée de plus de 5 ans déclare parler l'anglais à la maison, 8,48 % déclare parler l'espagnol, 2,36 % le tagalog, 1,52 % le khmer, 1,52 % le russe, 1,24 % le français, 1,17 % le vietnamien, 0,81 % une langue chinoise, 0,81 % l'hindi, 0,70 % l’allemand, 0,66 % le grec, 0,52 % le gujarati et 4,74 % une autre langue.

## Dans la culture populaire
Dans la série télévisée The Americans, Philip et Elizabeth Jennings, un couple d’espions du KGB, vivent sous une fausse identité à Falls Church durant les années 1980.